# Sony Ericsson W200i
Sony Ericsson W200i為Sony Ericsson於2007年4月3日所推出的行動電話，內建30萬畫素相機。且內建了自W800i以來W系列手機所擁有的Walkman1.0播放器及TrackID功能。

## 特色
此機與W880i同於在2007年初公佈在官網上的手機。